# 2025년 수미주 침입
2025년 초, 우크라이나의 2024년 쿠르스크 공세에 대응하기 위해 러시아군은 러시아에서 우크라이나의 인접 수미주로 국경을 넘어 침입했다.
2025년 1월 10일, 러시아군은 러시아-우크라이나 국경을 넘어 우크라이나의 수미주로 진입하여 주라브카 서쪽으로 진격했다. 그러나 며칠 후, 우크라이나군은 러시아의 공격을 성공적으로 저지했다고 주장했다.
2월 중순, 러시아군은 또 다른 국경 침입을 시작하여 노벤케와 바시우카 마을에 진입했다고 주장했다. 전자는 며칠 안에 점령되었다.
2월 말까지 우크라이나 대정보센터는 러시아군의 존재를 인정했고, 딥스테이트는 바시우카와 노벤케를 "회색 지대"로 묘사했다.

## 배경
2024년 내내 러시아군은 수미주에서 주라브카, 추이키우카, 로즈코비치, 시트네 마을을 목표로 제한적인 국경 공격을 감행했지만, 모든 시도는 실패로 끝났다. 러시아군은 2024년 6월 국경 근처의 러시아 정착지 티오트키노 근처에 위치한 리지우카 마을을 급습했다. 지리적 위치 파악 영상은 러시아군이 마을에 진입하여 우크라이나로 약 730미터 진격했음을 확인시켜 주었다. 그러나 다음 날 러시아군은 해당 지역에서 철수했다.
2024년 8월 6일, 우크라이나군은 러시아의 쿠르스크주로 공세를 시작하여 지역 일부를 점령했다. 8월 15일, 그들은 수자 마을을 점령했다. 같은 시기에 우크라이나 군 사령관 올렉산드르 시르스키는 쿠르스크주 점령 지역에 군사 행정부를 설립했다고 발표했으며, 이 행정부는 에두아르트 모스칼리오프 소장이 군사령관실의 수장으로 이끌었다.

## 침입
2025년 2월 19일, 러시아 대통령 블라디미르 푸틴은 TV 방송에서 제810여단이 러시아 연방과 우크라이나 국경을 넘어 수미주에 진입했다고 발표했다. 그러나 이 주장은 우크라이나 대정보센터장 안드리 코발렌코와 우크라이나 고위 군 관계자들에 의해 부인되었다.틀:Overcite
다음 날, 러시아 소식통들은 제810여단 소속 병사들이 바시우카에 성공적으로 진입했다고 보도했으며, 우크라이나 소식통들은 러시아군이 수미주 국경을 습격했음을 확인했다. 이후 2월 25일, 러시아군은 다시 노벤케를 점령하고 북부 주라브카, 수미 라이온, 수미주를 향해 진격하고 있다고 주장했다. 한편, 우크라이나군은 러시아군이 노벤케 근처 국경을 넘어섰다는 사실을 인정하면서도, 러시아군을 러시아 영토로 성공적으로 밀어냈다고 밝혔다.
2월 28일, 우크라이나 대정보센터는 러시아군이 바시우카와 노벤케 근처 국제 국경을 따라 공격하고 있음을 인정했다. 한편, 딥스테이트는 바시우카와 노벤케를 "회색 지대"로 묘사했다. 3월 2일까지 러시아 군사 블로거들은 러시아군이 주라브카를 점령했다고 주장했다. 같은 시기에 딥스테이트는 러시아군이 노벤케와 주라브카 정착지 근처를 돌파하여 진지를 강화하고 있다고 보도했다. 2025년 3월 7일, 러시아 소식통들은 자신들의 군대가 노벤케를 점령했다고 주장했으며, 다음 날 공개된 지리적 위치 영상에 따르면 러시아군이 노벤케를 점령했을 가능성이 있다.
수자 마을을 성공적으로 탈환한 후, 푸틴 대통령은 미래의 공격으로부터 쿠르스크를 보호하기 위해 수미주에 "완충 지대"를 설정할 것을 제안했다. 3월 11일부터 러시아군은 바시우카 서쪽과 주라브카 남서쪽으로 진격하여 지역 내에서의 위치를 공고히 하려는 노력을 기울였다. 한 우크라이나 관계자는 러시아가 수미주 "공격"을 준비하기 위해 국경을 따라 병력을 집결시키고 있다고 주장했다.
3월 23일까지 러시아 소식통들은 자신들의 병력이 볼로디미리우카, 수미 라이온, 수미주로 이동했다고 주장했다. 며칠 후, 지리적 위치 파악 영상은 러시아군이 바시우카 동쪽의 수미와 수자 사이의 국경검문소를 점령했음을 나타냈다. 우크라이나 사령관 시르스키는 자신들의 군대가 러시아군이 북부 수미 지역으로 더 진격하는 것을 막기 위해 방어 작전을 수행하고 있다고 말했다.
3월 말, 지리적 위치 파악 영상은 러시아군이 베셀리우카를 점령했음을 보여주었고, 러시아 국방부 또한 러시아군이 베셀리우카를 장악했다고 주장했다. 그러나 우크라이나 당국은 러시아군의 돌파 보고를 부인했다.
4월 6일, 영상은 러시아군이 바시우카 남쪽으로 진격하는 것을 보여주었다. 동시에 러시아 국방장관은 이미 바시우카를 점령했다고 주장했지만, 우크라이나 당국은 이를 부인했다. 4월 6일에서 8일 사이에 러시아군은 로크냐, 수미 라이온 북쪽으로 일시적으로 진격했지만, 발판을 확보하지 못하고 제4특수목적연대에 의해 밀려났다.
4월 9일, 우크라이나군 총사령관 올렉산드르 시르스키는 러시아가 이미 우크라이나 북동부(수미주)에서 봄 공세를 시작했다고 말했다. 동시에 우크라이나 대통령 볼로디미르 젤렌스키는 러시아가 수미에 배치할 준비가 된 67,000명의 병력을 집결시켰다고 언급했다. 한편, 우크라이나 군사 관측통 코스탼틴 마쇼베츠는 약 62,000명에서 65,000명의 러시아 병사와 국경수비대가 현재 쿠르스크에 있다고 추정했다. 그는 또한 러시아의 제76공수사단과 제83VDV여단이 바시우카를 점령했다고 보고했다.
4월 13일, 러시아 국영 언론은 자신들의 군대가 수미주에서 70제곱킬로미터를 점령했다고 주장했다. 그러나 전쟁연구소는 해당 지역에서 러시아가 43.61제곱킬로미터를 통제하고 있음을 확인할 수 있을 뿐이라고 보도했다.
4월 24일, 러시아군은 바시우카를 점령하고 남쪽으로 로크냐까지 진격한 것이 확인되었다. 5월 8일까지, 지리적 위치 파악 영상은 러시아군이 로크냐 중심부까지 진격했음을 보여주었다. 러시아군은 5월 25일까지 로크냐를 완전히 장악했다.
5월 26일, 지리적 위치 파악 영상은 러시아군이 수미 북동쪽의 빌로보디를 점령했음을 보여주었다. 이틀 후, 러시아 소식통은 러시아군이 수미시 북쪽의 코스탼티니우카와 보돌라히를 점령했다고 주장했지만, 이를 확인할 수 있는 영상은 없었다. 5월 31일, 러시아 국방부는 보돌라히 마을을 장악했다고 발표했다.
6월 1일, 우크라이나 소식통은 올렉시우카, 바라치네, 야블루니우카, 노보미콜라이우카 정착지에 대한 러시아의 통제를 나타냈다. 6월 2일, 우크라이나 정치학자 빅토르 보비렌코는 러시아군이 코스탼티니우카 남쪽에 위치한 킨드라티우카 마을을 점령했다고 말했다.
6월 5일, 독립 우크라이나 정보기관 딥스테이트 UA의 공동 설립자 루슬란 미쿨라는 이번 침입의 주된 목표가 전략적으로 중요한 유나키우카 마을이라고 말했다. 미쿨라는 유나키우카를 점령하면 러시아 보병에게 숲을 제공하고 수미 시에 대한 화력 통제가 가능해질 것이라고 믿었다. 딥스테이트의 최신 전쟁 보고서에서는 러시아군이 킨드라티우카와 올렉시우카 마을을 점령하여 수미 시에서 20킬로미터 이내에 접근했으며, 수미가 포격과 러시아 FPV 드론 공격 사정권에 들어왔다고 평가했다. 딥스테이트는 또한 러시아가 유나키우카 남동쪽에 위치한 사드키로 진격하여 숲을 확보하려고 시도하고 있으며, 러시아가 성공한다면 "그곳에서 몰아내는 것은 극도로 어려울 것"이라고 말했다. 우크라이나 국회의원 마리아나 베주글라야와 우크라이나군 총참모부 전 대변인 블라디슬라프 셀레즈뇨프는 수미의 모든 주민은 방위군에 합류하거나 도시를 대피해야 한다고 말했다.
6월 7~8일, 러시아군은 유나키우카 중심부로 진입했다. 6월 10일, 러시아군은 유나키우카 고속도로를 점령하여 마을의 보급 및 물류를 차단했다.

## 대립 병력

### 러시아군
제810해병여단은 2025년 2월 중순에 일부 부대가 국경을 넘어 바시우카, 수미주 마을에 진입했다고 보고되었을 때, 수미주에 진입한 것으로 알려진 최초의 러시아 부대였다. 2월과 3월 내내 수미주에서 작전을 수행하는 동안, 제810여단의 다른 부대들은 쿠르스크주의 구예보, 플레호보, 쿠릴로프카, 쿠르스크주 지역에 남아 있었다.
3월 초까지, 1월에 러시아 국경 마을인 니콜라예보-다리노를 점령했던 제83공중강습여단이 수미주의 이웃 마을인 주라브카, 수미주 주변에서 작전을 수행하고 있다는 보고가 널리 퍼졌다. 그곳에서 한 달 내내 머물렀다.
2월 22일까지, 제56공중강습연대가 수미주 노벤케 국경 마을 근처에서 작전을 수행하고 있다는 보고가 있었다. 2025년 3월 내내, 드론 부대를 포함한 연대 부대가 수미주 내와 국제 국경을 따라 작전을 수행하고 있다고 보고되었다.
3월 말까지, 지난달 쿠르스크주의 러시아 국경 마을인 스베르들리코보, 쿠르스크주와 레베데프카, 쿠르스크주에 위치했던 제51공수연대가 바시우카 대부분을 장악했으며 수자 국경 검문소 근처에 주둔하고 있다고 보고되었다.
3월 말에는 제34산악차량화소총여단의 일부 부대가 우크라이나 국경 마을인 베셀리우카 근처로 진격했다는 보고가 있었는데, 이는 그 달 초 쿠르스크주 말라야 로크냐 마을을 점령하는 작전에 참여한 후였다.
4월 5일, 제83공수여단의 "호랑이" 드론 분견대가 쿠르스크-수미 국경에서 광섬유 FPV 드론을 사용하고 있다는 보고가 있었다.

### 우크라이나군
우크라이나 제36해병여단 부대는 2025년 3월 중순 스베르들리코보와 노벤케 사이에서 러시아의 공격(북한군이 개입했다고 주장)을 격퇴했다. 제36여단은 2025년 3월 말까지 수미주의 국경 마을을 방어하고 있었다.
3월 말까지, 제103영토방위여단이 수미주의 국경 마을에서 작전을 수행하고 있었다.
우크라이나 제78공수강습연대는 2025년 2월 주라브카 마을 근처에서 러시아군의 국경 침범 시도를 격퇴했다.
3월 내내, 우크라이나 국경수비대 소속 제15기동국경분견대는 수미주 국경에서 러시아군과 교전했다.
3월 21일, 우크라이나 언론 매체 우크라인스카 프라우다는 주라브카, 노벤케 마을 및 바시우카 주변 지역을 방어하기 위해 배치된 제67기계화여단 소속 병사들을 인터뷰했다.
4월 4일, 우크라이나 국경수비대 소속 이즈마일 분견대 병사들이 자신의 부대에 식량을 전달하던 길을 잃은 러시아 병사를 붙잡았다.
4월 6일, 제4특수목적연대는 로크냐를 공격하려던 러시아군을 격퇴했다.

## 사상자

### 민간인 사상자
3월 12일, 러시아는 미로필리아 흐로마다에 박격포와 포병 공격을 가하여 성인 남성 한 명이 부상당했다.
3월 22일, 우크라이나 언론은 우크라이나 국가비상사태청이 수미주 국경 지역에서 어린이 3명을 포함한 31명을 대피시켰다고 보도했다. 3월 30일, 우크라이나 국가비상사태청이 수미 국경 지역에서 민간인을 대피시키는 동안 러시아군이 해당 지역을 공격하여 한 남성이 부상당했다.
4월 12일, 볼로디미르 아르튜흐 수미 주 군사 행정부장은 우크라이나 언론과의 인터뷰에서 크라스노필리아, 미로필리아, 유나키우카, 호틴 지역사회에서 15,000명이 대피했다고 말했다.
2025년 5월 8일, 러시아는 승리의 날 휴전을 위반하고 수미주 국경 근처 주거 지역에 유도 폭탄을 투하하여 1명이 사망하고 2명이 부상당했다고 보고되었다.

### 군 사상자

#### 러시아군
3월 12일, 국경수비대 대변인 안드리 뎀첸코는 국경 지역 근처에서 약 20명의 러시아 병사가 사망하고 약 15명이 부상당했다고 주장했다.
4월 4일, 우크라이나 국경수비대 소속 이즈마일 분견대 병사들이 러시아 병사를 포로로 잡았다. 4월 8일, 우크라이나군 특수작전부대 제4연대 소속 레인저들이 로크냐 정착지를 정비하는 동안 또 다른 러시아 병사를 붙잡았다.

#### 우크라이나군
2025년 6월 7일, 러시아 북부군 집단 언론 센터장 야로슬라프 야킴킨은 우크라이나군 병사 255명이 사상자가 되었으며, 우크라이나군은 또한 전투 차량 4대, 차량 14대, 야포 3문, 전자전 기지 1개, 탄약고 1개를 잃었다고 주장했다.

## 분석
2025년 3월 21일, 주라브카, 노벤케 마을 및 바시우카 주변 지역을 방어하기 위해 배치된 제67기계화여단 소속 병사들이 우크라인스카 프라우다와의 인터뷰에서 현재 상황에 대한 견해를 밝혔다. 그들은 러시아군의 수미주 작전의 주요 목표가 우크라이나군을 쿠르스크주에서 후퇴시키고, 더 중요하게는 수미, 유나키우카, 수자를 연결하는 주요 보급 경로에 대한 접근을 차단하는 것이라고 믿는다. 그들에 따르면, 우크라이나 방어가 강화된 바시우카 방향에서 수미주에 대한 대규모 공격은 러시아가 해당 전선에서 추구하는 주된 시나리오가 아니라고 한다.
우크라이나 인민의원 로만 코스텐코에 따르면, 수미주에 대한 러시아의 침입은 사전에 계획된 전략적 계획의 일부라기보다는 즉흥적인 것이었다. 코스텐코는 우크라이나군이 쿠르스크에서 방어선을 유지할 것으로 예상했으며, 러시아군이 대신 포크롭스크로 향할 것이라고 믿었다고 말했다. 그러나 이러한 예상은 마지막 순간에 뒤집혔다. "계획되지 않은 일이 일어났습니다. 아무도 (쿠르스크에서 우크라이나군을) 지금 철수시키고 적이 진격할 것이라고 계획하지 않았습니다. 이것이 전장을 결정했습니다. 쿠르스크 방향에서 전장을 유지할 기회가 있었다면 우리는 유지했을 것입니다. 그러나 불행히도 그렇게 할 수 없었습니다."라고 코스텐코는 말했다.
분석가들은 수미주에서 러시아의 진격이 다른 전선과 속도와 성격 면에서 다르다는 점을 주목했다. 퇴역한 우크라이나군 소령 이고르 라핀과 정치 분석가 빅토르 보비렌코(정책 분석국의 전문가 그룹장)는 러시아군이 쿠르스크 국경 근처에 50,000명의 병력을 집결시켰다는 보고에도 불구하고 소규모 보병 그룹으로, 종종 오토바이를 사용하여 진격하고 있다고 관찰했다. 이러한 전술은 해당 지역의 빽빽한 숲, 습지 및 기타 자연 장애물로 인해 중장갑 차량과 중장비의 효용성이 제한되기 때문에 수미 지역에서 효과적인 것으로 간주된다.
보비렌코는 상황을 다음과 같이 묘사했다. "탱크는 이곳을 통과하지 못할 것이 분명합니다. 이것은 보병전, DRG입니다. 적이 고속도로를 건너 숲 지역에 진입한다면, 동부와 같은 삼림대가 아니라 전형적인 숲이라면, 문제는 이것이 온통 녹색이고 우리가 드론으로 그들을 몰아낼 수 없을 것이라는 점입니다. 적은 북동쪽에서 유나키우카 외곽에 도달했고, 북서쪽에서는 이미 킨드라티우카에 도달했으므로, 숲이 있는 호틴까지는 10km가 남았습니다. 수미주에는 포크롭스크나 자포리자 방향보다 숲이 더 많으므로, 침략자의 여름 공세에는 이것이 이점이 될 수 있습니다. 왜냐하면 여기서 가장 효과적인 기술적 수단은 오토바이 또는 도보이기 때문입니다." 

## 같이 보기
- 쿠퍈스크 공세
- 노보파블리우카 공세
- 차시우야르 전투
- 토레츠크 전투